# Клоакинг
Клоакинг (от англ. cloak — мантия, маска, прикрытие) — вид поискового спама, заключающийся в том, что информация, выдаваемая пользователю и поисковым роботам на одной и той же странице, различается.

## Основные сведения
Хорошо оформленные, легко читаемые, удобные для посетителей сайта страницы могут проигрывать в выдаче по поисковым запросам (хотя бывают исключения), а оптимизированные страницы, специально насыщенные ключевыми словами, могут быть неудобны для пользователей. Создание страницы, которую и посетители, и роботы оценивают как информативную, достаточно сложно, в том числе и потому, что владелец сайта, выбирающий материалы для наполнения страницы и её оформления, может не иметь достаточных знаний о поисковой оптимизации.
По этим причинам был создан метод клоакинга, для реализации которого создаются два варианта страницы: один для поисковых роботов, другой — для посетителей. Пользовательская страница оформляется произвольным образом, без каких-либо ограничений, связанных с поисковой оптимизацией. Страница, предназначенная для пауков, наполняется и оформляется в соответствии с требованиями оптимизации, для чего нужно иметь знания о поисковых системах. Для различения роботов и посетителей могут проверяться их IP-адреса или User Agent.
Клоакинг напоминает использование дорвеев, но имеет перед ним некоторые преимущества. Во-первых, не нужно организовывать автоматическое перенаправление или заставлять пользователя вручную переходить к нужной странице (этот приём неудобен для пользователей и слишком легко вычисляется поисковыми системами). Во-вторых, конкуренты не смогут увидеть оптимизированную страницу и использовать применённый на ней код в своих разработках, потому что для этого им понадобился бы IP-адрес, совпадающий с адресом какого-либо паука, что невозможно (хотя есть возможность посмотреть кэш поисковой системы). С другой стороны, клоакинг — более трудоёмкий приём, чем создание дорвеев, поскольку для его применения требуются не только навыки программирования и знание методов оптимизации, но и базы данных с IP-адресами и именами поисковых роботов.
Большинство поисковых систем (например, Яндекс) борются с клоакингом как с нечестным приемом «раскрутки» сайтов и применяют к сайтам-нарушителям штрафные санкции (см. пессимизация).

## Маскировка противгеотаргетинга
Геотаргетинг можно рассматривать как более мягкую разновидность маскировки, когда различный контент обслуживается в зависимости от IP-адреса запрашивающей стороны. При маскировке поисковые системы и люди никогда не видят чужие страницы, тогда как при других видах использования геотаргетинга и поисковые системы, и люди могут видеть одни и те же страницы. Этот метод иногда используется сайтами с большим количеством графики, которые имеют мало текстового контента для анализа пауками.
Одним из способов использования геотаргетинга является определение местоположения отправителя запроса и доставка контента, специально написанного для этой страны. Это не обязательно маскировка. Например, Google использует геотаргетинг для рекламных программ AdWords и AdSense для таргетинга на пользователей из разных географических регионов.
Геотаргетинг — грубый и ненадежный метод определения языка, на котором будет предоставляться контент. Многие страны и регионы являются многоязычными, или запрашивающий может быть иностранным гражданином. Лучшим методом согласования содержимого является проверка HTTP-заголовка Accept-Language клиента.